# Louis Wain

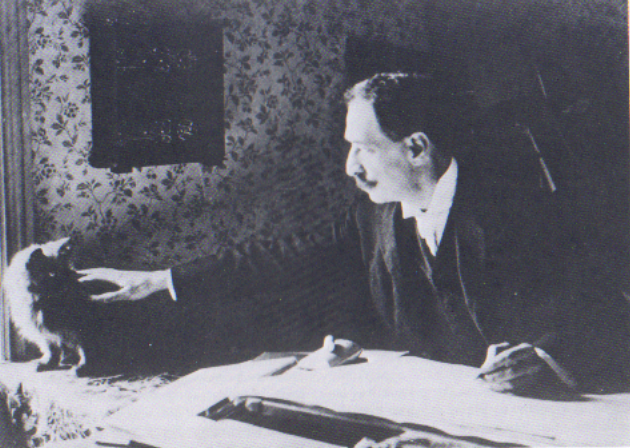
Louis Wain in den 1890er Jahren an seinem Zeichentisch

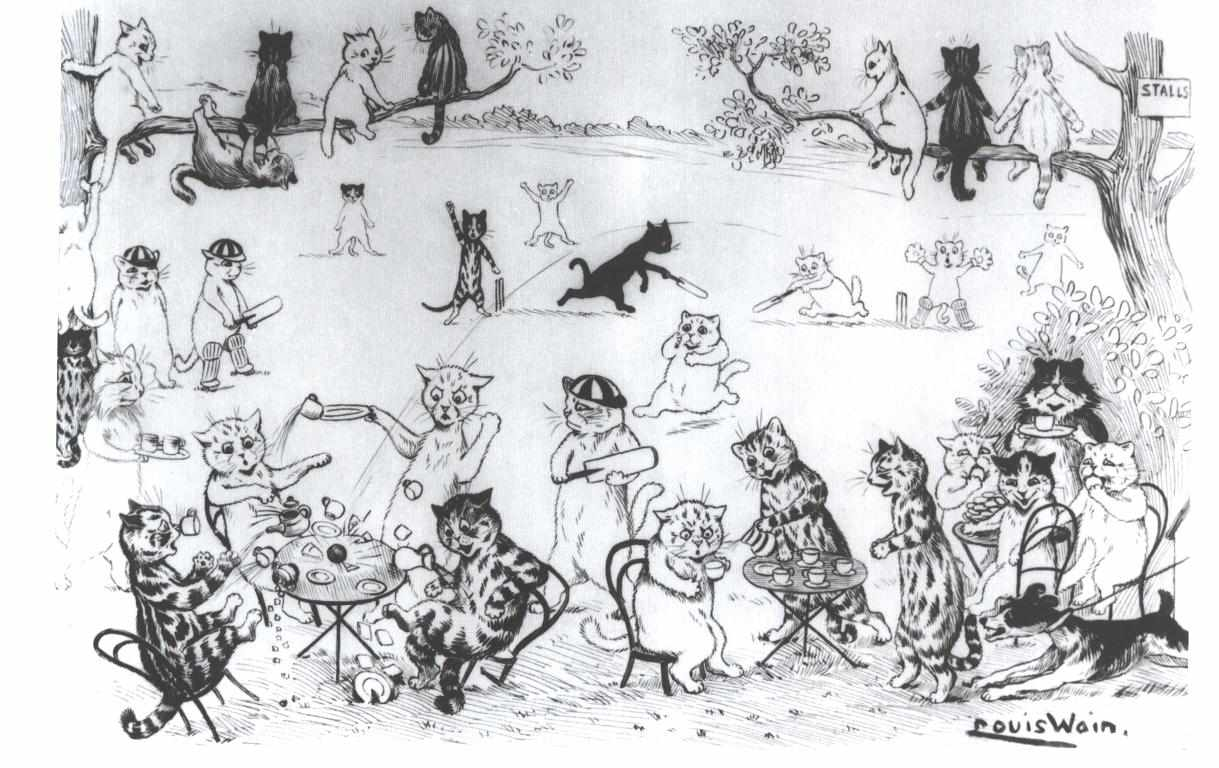
Katzenklub

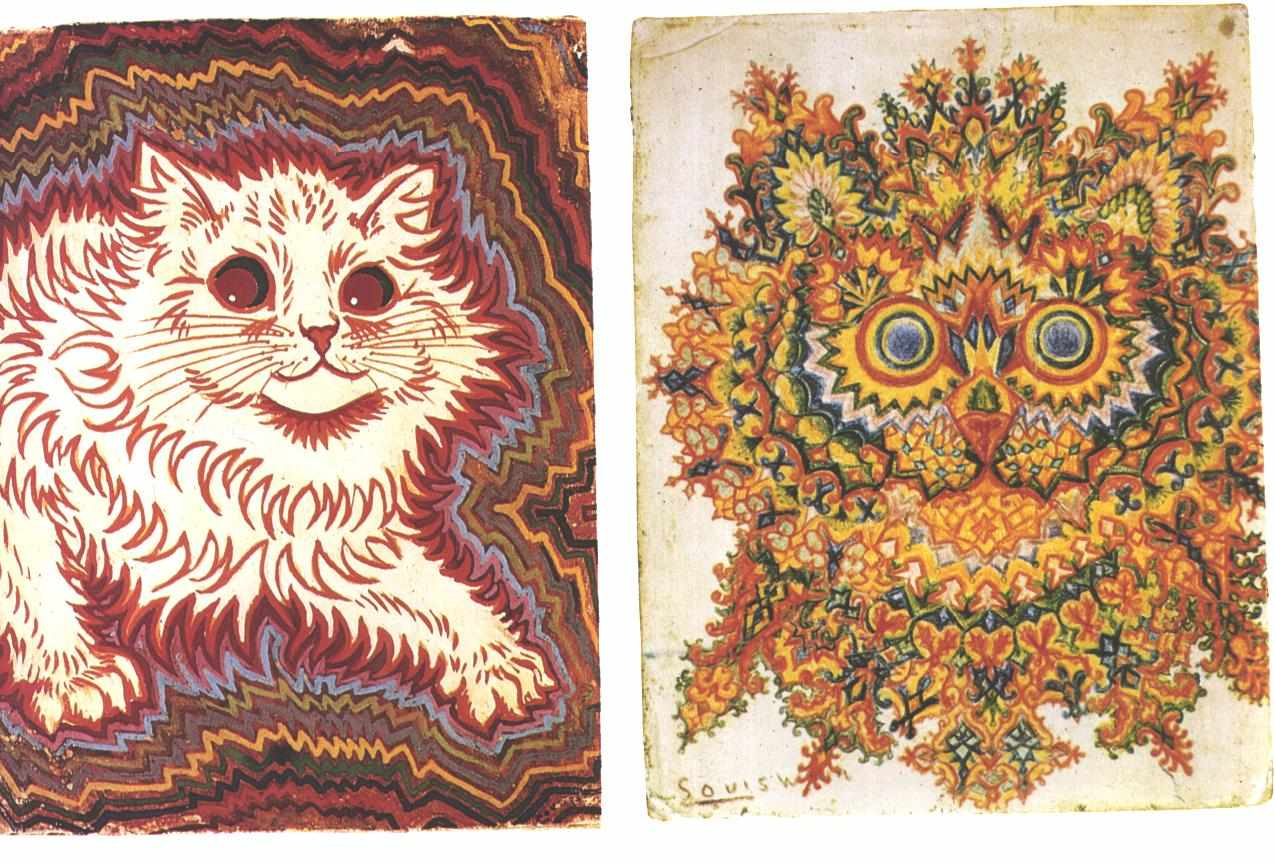
Späte Katzenbilder

Louis Wain (* 5. August 1860 in Clerkenwell, London; † 4. Juli 1939) war ein britischer Künstler, der für seine vermenschlichten Katzen bekannt wurde.

## Leben
Louis Wain hatte eine aus Frankreich stammende Mutter und fünf jüngere Schwestern. Seine jüngste Schwester kam später in die Psychiatrie. Sein Vater war Textilhändler und Sticker. Wain studierte von 1877 bis 1880 an der „West London School of Art“ und war dort auch bis 1882 für kurze Zeit Lehrer. Ab seinem 20. Lebensjahr versorgte er seine Mutter und Geschwister, weil sein Vater 1880 starb. Er beendete seine Lehrertätigkeit, um freischaffender Künstler zu werden. Mit 23 Jahren heiratete er die Gouvernante seiner Schwestern, Emily Richardson, die zehn Jahre älter war, was damals als skandalös galt. Wenige Jahre später starb seine Frau an Krebs. 1886 malte er erstmals vermenschlichte Katzen. Zwischen 1880 und dem Ausbruch des Ersten Weltkrieges wurde er in Großbritannien sowie in den Vereinigten Staaten durch seine Comics sehr populär.
Von 1907 bis 1910 lebte er in New York City und malte dort Comics von Katzen. Nach seiner Rückkehr starb seine Mutter. Etwa zu dieser Zeit begann sich eine Schizophrenie bei ihm zu entwickeln, was sich auch auf seine Malweise niederschlug. Er wurde launisch, verhielt sich teilweise aggressiv und entwickelte ein Misstrauen gegenüber seinen Schwestern. Daraufhin wurde er 1924 in die Armenstation im „Springfield Mental Hospital“ eingeliefert. Als später sein Schicksal publik wurde, wurde eine bessere Unterbringung für ihn organisiert. Infolge seiner Erkrankung veränderten sich seine Katzenbilder, sodass sie schließlich fast nur noch von wilder Ornamentik umwucherte Augen zeigten. Er starb 1939.

## Verfilmung
Sein Lebensweg wurde 2021 vom japanisch-britischen Filmregisseur Will Sharpe verfilmt. Die Hauptrolle des Films Die wundersame Welt des Louis Wain spielt Benedict Cumberbatch. Der Film wurde im September 2021 auf dem Telluride Film Festival und dem Toronto Film Festival gezeigt. Am 29. September 2021 fand die Premiere im deutschsprachigen Raum auf dem Zurich Film Festival statt.